# کاختسوگ
کاختسوگ (به لاتین: Kakhtsug) یک منطقهٔ مسکونی در روسیه است که در داغستان واقع شده‌است.